# 假玄武玻璃

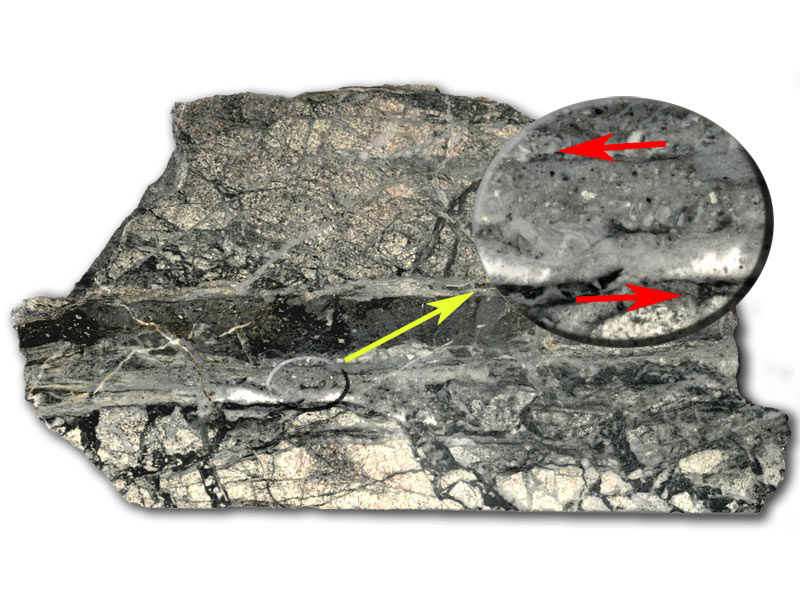
在Rochechouart撞擊構造中形成的假玄武玻璃

假玄武玻璃（英語：Pseudotachylyte）是一種粘性玻璃狀或非常細粒的岩石，以礦脈形式出現，其包裹體通常是圍岩的碎片。假玄武玻璃通常是深色的；外觀呈玻璃狀，因其外觀類似玄武玻璃而得名。通常其玻璃質由排列成放射狀和同心圓的非常細顆粒組成。有時玻璃質亦有淬火紋理。假玄武玻璃的化學成分和局部岩石化學成分有關。斷層的摩擦、大規模滑坡或撞擊過程亦能形成假玄武玻璃。許多研究人員經常將假玄武玻璃定義為通過熔融而形成的岩石。 但Shand 的原始描述定義沒有包括對其產生的解釋，而指出撞擊過程亦可能形成假玄武玻璃。例如在弗里德堡隕石坑中的假玄武玻璃，其石英顯有高的殘餘應力，如同步加速器X射線所記錄的勞厄微衍射。

## 形成

### 地震斷層
在斷層表面上的斷層角礫岩，其基質常見假玄武玻璃，形成斷層壁的岩脈，證明假玄武玻璃與地震有關，快速斷層運動能造成圍岩的摩擦，而形成假玄武玻璃。 故假玄武玻璃被稱為“化石地震”。 假玄武玻璃的厚度與地震造成的位移的大小成正比。一些假玄武玻璃是通過粉碎而不是熔化形成。

### 滑坡
在一些大型連貫地塊移動的大型滑坡底部有假玄武玻璃的發現紀錄，例如近代1999年的台灣發生921大地震。

### 衝擊結構

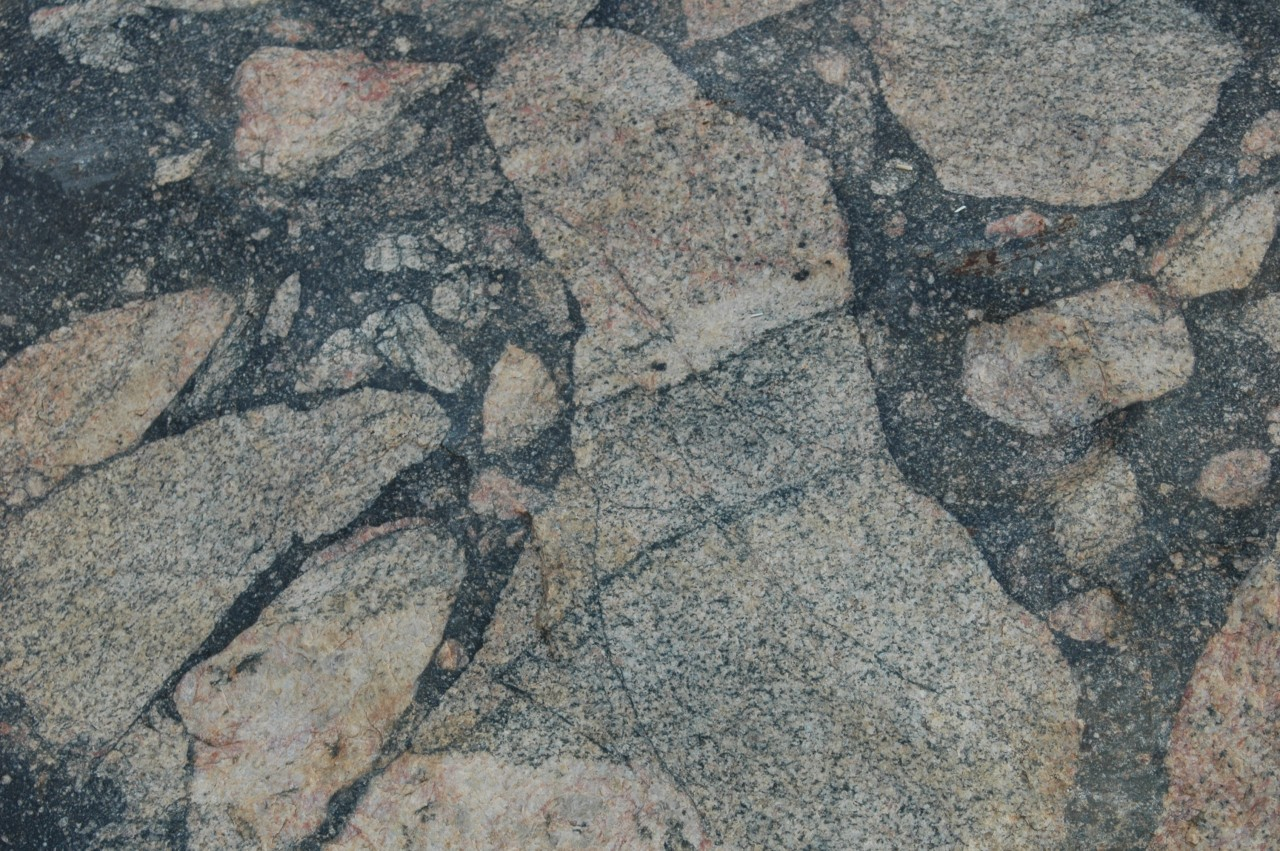
在南非 Vredefort 撞擊構造中形成的假玄武玻璃角礫岩

在撞擊事件中，熔融是衝擊變質效應的一部分。 由撞擊造成的假玄武玻璃比由斷層造成的大得多。由撞擊產生的假玄武玻璃岩脈，通常在火山口底部和火山口底下， 是由摩擦效應而形成的。由撞擊造成的假玄武玻璃最有名的例子是被深度侵蝕而出露的隕石坑，例如南非的 Vredefort 和加拿大的索德柏立盆地。